# Mostra de Venise 1990
La Mostra de Venise 1990, 47e édition du festival international du film de Venise (47ª edizione della Mostra internazionale d'arte cinematografica), est un festival cinématographique qui se tient du 4 au 14 septembre 1990 à Venise, en Italie.

## Jury
- Gore Vidal (président, É.-U.), María Luisa Bemberg (Argentine), Edoardo Bruno (Espagne), Alberto Lattuada (Italie), Gilles Jacob (France), Kira Mouratova (Russie), Omar Sharif (Égypte), Ula Stöckl (Allemagne), Anna-Lena Wibom (Suède).

## Compétition
- A-ge-man de Jūzō Itami  Japon
- S'en fout la mort de Claire Denis  France
- J'ai engagé un tueur (I Hired a Contract Killer) de Aki Kaurismäki  Finlande
- Karartma geceleri de Yusuf Kurçenli  Turquie
- L'Africana (Die Ruckkehr) de Margarethe von Trotta  Allemagne
- The Last Love of Laura Adler (Ahavata Ha'ahronah Shel Laura Adler) de Avraham Heffner  Israël
- La Luna en el espejo de Silvio Caiozzi  Chili
- Edinstveniyat svidetel de Mikhail Pandoursky  Bulgarie
- Martha et moi de Jiří Weiss  France  Allemagne
- Mathilukal de Adoor Gopalakrishnan  Inde
- Mo' Better Blues de Spike Lee  États-Unis
- Mr and Mrs Bridge de James Ivory  États-Unis  Royaume-Uni
- Farewell to Autumn (Pozegnanie jesieni) de Mariusz Trelinski  Pologne
- Les Affranchis (Goodfellas) de Martin Scorsese  États-Unis
- Les Garçons de la rue (Ragazzi fuori) de Marco Risi  Italie
- La Désintégration (Raspad) de Mikhail Belikov  Union soviétique
- Rosencrantz et Guildenstern sont morts (Rosencrantz and Guildenstern Are Dead) de Tom Stoppard  Royaume-Uni  États-Unis
- Sirup de Helle Ryslinge  Danemark
- Spieler de Dominik Graf  Allemagne
- Traces of an Amorous Life (Tracce di vita amorosa) de Peter Del Monte  Italie
- Un ange à ma table (An Angel at My Table) de Jane Campion  Nouvelle-Zélande

## Palmarès

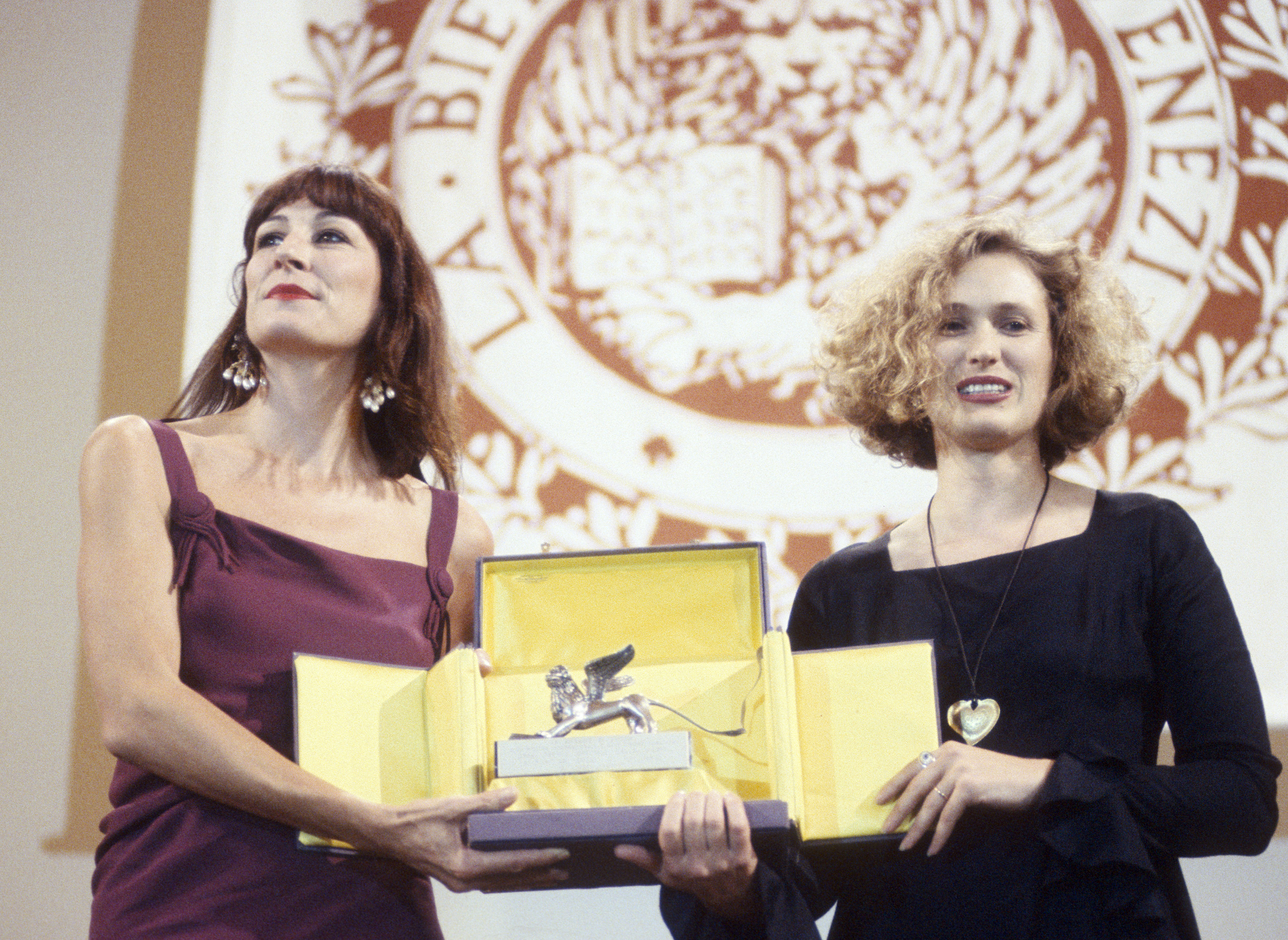
Jane Campion recevant son prix des mains d'Anjelica Huston.

- Lion d'or pour le meilleur film : Rosencrantz et Guildenstern sont morts (Rosencrantz and Guildenstern Are Dead) de Tom Stoppard
- Grand prix spécial du jury : Un ange à ma table (An Angel at My Table) de Jane Campion
- Lion d'argent pour le meilleur réalisateur : Martin Scorsese pour Les Affranchis (Goodfellas)
- Coupe Volpi de la meilleure interprétation masculine : Oleg Borisov pour Edinstveniyat svidetel de Mikhail Pandoursky
- Coupe Volpi de la meilleure interprétation féminine : Gloria Münchmeyer pour La Luna en el espejo de Silvio Caiozzi
- Prix Pietro Bianchi : Ettore Scola